# Història de Central Tejo
En l'últim quart de segle xix, Lisboa era una ciutat en plena expansió; com estava ocorrent paral·lelament en Europa, els principals factors eren l'empenta industrial i l'ús de l'electricitat.
A la capital lusa existien dues centrals que abastien d'electricitat la ciutat: la Central da Avenida i la Central de Boavista. Els seus noms eren atorgats per la toponímia on estaven instal·lades; per aquesta mateixa raó, durant el projecte de la Central Tejo, aquesta toponímia va continuar vigent anomenant-la Central da Junqueira, per situar-se prop al lloc de la Junqueira. A pesar de tot, aquesta nomenclatura va durar poc temps, ja que, una vegada construïda, als documents oficials i a les façanes de la central es podia apreciar el nom Central Tejo.

## La primitiva Central Tejo
Les petites centrals existents a la capital (da Avenida i de Boavista) van ficar obsoletes degut a l'increment de la demanda d'electricitat i, a més, s'hi trobaven situades en barris fortament urbanitzats produint un fort impacte ambiental per a les persones i sense espai per a possibles expansions.
Per eixes raons, a principis de 1908, les Companhias Reunidas de Gás e Electricidade (CRGE) començaren a realitzar tràmits per a la construcció d'una nova central termoelèctrica en Lisboa. A la llicència es demanava un permís per una “nova estació generadora d'energia”, localitzada en una zona fabril que s'expandia entre l'Arsenal de la Marinha i la platja de Pedrouços, en la part occidental de la ciutat.
El lloc concret escollit es va situar a mitjà camí entre el Palau de Belém i la Cordoaria Nacional da Junqueira, on encara avui existeix. Així que, després de cercar el capital per subvencionar la nova central termoelèctrica, en març de 1908 va començar la construcció de la fàbrica que abastiria d'electricitat Lisboa i la seua regió durant més de quatre dècades.

El projecte tècnic definitiu fou realitzat per l'enginyer Lucien Neu, el qual aprofità tot l'espai útil inserint les turbines en l'àrea central i les calderes disposades a ambdós costats. Aquest projecte va sofrir diverses modificacions, prolongant les obres més del temps estipulat. L'empresa responsable en la construcció dels edificis fou Vieillard & Touzet, la qual mantenia prop d'una cinquantena d'obrers en aquesta tasca.
En estiu de 1909, la Central va ser formalment inaugurada però, no obstant això, ans del final de 1910, encara hi va haver alteracions importants al seu interior, com l'adquisició de nous turboalternadors o l'ampliació de la sala de calderes, que implicà la construcció d'una nova xemeneia de trenta-sis metres d'altura, de forma tronco-piramidal inversa.
Així, des de la seua construcció fins a 1912, la primitiva Central Tejo anà adquirint nova maquinària per fer-la més productiva. En 1908 començà amb dos alternadors d'1 MW cadascun, provinents de la Central de Boavista, i sis calderes de la marca Delaunay - Belleville. L'ampliació adés esmentada de 1910 suposà l'increment de tres nous turboalternadors Brown Boveri & Cª. que elevaren la potència total a 7,75 MW, així com quatre calderes en un primer moment i cinc, més potents, en un segon. Per tant, en 1912, moment en què ja s'hi trobava tot l'equipament instal·lat, la primitiva Central Tejo disposava de quinze petites calderes Belleville i cinc grups generadors que abastien la xarxa elèctrica de la ciutat.
Cap a l'exterior, l'edifici que allotjava tota aquesta simbiosi maquinista encara presentava un tipus d'arquitectura característica de les petites centrals elèctriques de finals de segle xix, de “les fàbriques de llum”. La seua planta corresponia a una nau longitudinal coberta a dues aigües i tres pavellons adossats transversalment pel costat occidental; entremig de tots ells, dues esveltes xemeneies que doblaven en altitud el cos de fàbrica vigilaven l'espai. A les façanes nord-sud es podia apreciar la llegenda: “1909 / Cªs Reunidas Gaz e Electricidade / Estação Eléctrica Central Tejo”.
La primitiva Central Tejo va estar programada per a funcionar en un període de sis anys (1908-1914), fins que foren aconseguits els mitjans necessaris per a la construcció d'una central major però, degut a l'eclosió de la Primera Guerra Mundial aquell mateix any, que comportà una greu crisi econòmica-financera i les dificultats d'abastiment de combustible, aquesta primitiva fase estigué operativa fins a 1921. Això provocà que la producció i distribució d'electricitat fos feta en condicions precàries, ja que, entre d'altres, els combustibles eren de molt mala qualitat i les calderes sofrien constantment avaries.
Per sort, a finals de 1916 la Central va començar a rebre vapor de les dues calderes de baixa pressió instal·lades en el nou edifici, encara en construcció, però que ja donava les condicions necessàries per reforçar l'alimentació dels grups generadors existents.
Una vegada fou construït i totalment posat en marxa l'edifici de Baixa Pressió, en 1921, la primitiva Central Tejo va ser desactivada i desmantellada fent servir l'edifici per a tallers i magatzems. Uns anys després, amb la necessitat de construir un nou edifici de calderes d'Alta Pressió, les naus d'aquesta primitiva fase de la central, foren demolits en 1938 no restant res d'ella.

## Actual Central Tejo
La necessitat de construir una nova central per suplir els increments de consum de l'electricitat i per la precarietat en què es trobava la primitiva Central Tejo donà lloc que, en 1914, començaren a construir-se nous edificis i màquines amb major potència, que no finalitzaran fins a 1951 amb la fase d'alta pressió.
A grans trets, es poden distingir dos grans períodes de construcció:
- El primer abraça de 1914 a 1930, correspon a les instal·lacions de producció en Baixa Pressió, durant el qual es va edificar i ampliar la sala de calderes de baixa pressió i la sala de màquines.
- El segon s'encapsa entre 1938 i 1951, correspon a les instal·lacions de producció en Alta Pressió. Al final d'aquest període, el conjunt arquitectònic mantindrà la seua estructura fins avui, destacant l'edifici de calderes d'alta pressió per sobre de tot el conjunt.

### Baixa Pressió
Amb la construcció de l'edifici de calderes de baixa pressió i la nova sala de màquines, la Central Tejo va començar a consolidar-se, no sense esforços, tant en producció i distribució d'energia com arquitectònicament, amb la utilització del maó a cara vista en tot el conjunt.
Novament, en aquest període de baixa pressió es poden distingir tres fases de construcció:
- La primera abraça de 1914 fins a 1921. És l'inici constructiu de l'edifici de calderes, del distribuïdor de carbó i de la sala de màquines.
- La segona fase data de 1924 fins a 1928; és marcada per la primera ampliació, construint-se un cos de fàbrica per instal·lar noves calderes i un altre distribuïdor de carbó, idèntic als ja existents, un nou grup generador i els molls dels canals del circuit de refrigeració.
- Finalment la tercera, entre 1928 i 1930, on es produeix l'última ampliació de la sala de calderes, amb majors proporcions que les anteriors, de la sala de màquines i de la subestació.

#### Primera Fase (1914-1921)
Com ja s'ha esmentat, la construcció d'edificis de baixa pressió i de màquines començà en 1914. El projecte incloïa diversos cossos de fàbrica: dues naus longitudinals cobertes a dues aigües cadascuna per allotjar sis calderes de baixa pressió marca Babcock & Wilcox; una sala de màquines amb capacitat per a dos turboalternadors alemanys AEG de 8 mW de potència; i un edifici de mida més petita per als despatxos i la subestació. La construcció començaria de nord a sud i d'est a oest; a més, al projecte hi havia la possibilitat d'ampliacions posteriors cap a la vora del riu Tajo, al sud.
Al cap de poc d'inici de les obres, esclatà la Primera Guerra Mundial, provocant un retardament en la data fixada i un problema per rebre els turboalternadors encomanats a Alemanya, que quedaren retinguts fins al final de la contesa. No obstant això, en 1916 foren muntades les dues primeres calderes de baixa pressió (que al projecte tenien atribuïdes els nombres 5 i 6) per abastir els generadors de la primitiva Central Tejo.

Durant els dos anys següents es muntaren dues noves calderes (les nombres 3 i 4) que, junt a la 5 i la 6, sobrepassaven la potència que els vells generadors da Junqueira podien suportar. Les CRGE observaren que era imprescindible adquirir un altre turboalternador aliè als dos alemanys encomanats feia anys, que continuaven retinguts a Alemanya i, alhora, avançar en la construcció d'una part de la sala de màquines per allotjar aquest nou generador. Finalment, en 1919 va començar a funcionar un nou turboalternador suís marca Escher & Wyss de 7500 kW.
A l'any següent, foren instal·lades les últimes calderes restants (nombres 1 i 2) i ja, amb la guerra acabada, els dos grups alemanys AEG foren per fi rebuts, entrant en servei en 1921. Amb la instal·lació definitiva d'aquestes sis calderes i dels tres grups generadors, la producció es va estabilitzar i va ser possible desmantellar l'equipament de la ja antiquada Central da Junqueira.

#### Segona Fase (1924-1928)
Progressivament, en funció amb l'augment dels consums d'electricitat, es va tornar indispensable efectuar nous i importants treballs en la Central per augmentar i finalitzar les sales de calderes de baixa pressió. El programa que les administracions de les CRGE van realitzar consistia en l'ampliació d'una nova nau industrial que allotjaria tres noves calderes de baixa pressió, i l'adquisició d'un nou grup generador.
Així, durant 1922 es va portar a cap un estudi per a la instal·lació de les calderes número 7 i 9, i el seu possible funcionament amb carbó polvoritzat que, finalment, no es va dur a terme perquè, en la caldera número 6, es van realitzar proves d'aquestes i no donaren resultat. Això no obstant, la caldera número 11 si utilitzaria carbó polvoritzat.
La “nova sala de les calderes”, com se la coneixia, avançava cap al sud, en direcció al riu Tajo, la façana que donava cap allí es va deixar inacabada, tancada temporalment per una xapa de zinc i una estructura metàl·lica imitant els finestrals de l'altra banda, pressuposant la tercera i última ampliació d'aquesta sala de baixa pressió. Les calderes set i nou, de la marca Babcock & Wilcox, foren les primeres a instal·lar-se en aquest nou espai, 1924 i 1925 respectivament. La tercera, l'onze, era de la marca Humboldt i va ser instal·lada en 1928. A més, ja que usava carbó polvoritzat, a sota d'ella tenia el seu propi molí.
La sala de màquines no va sofrir cap alteració de volum, en canvi, al seu interior va ser muntat un nou grup generador de 8 MW en 1925, el número 4, de la marca Stal-Asea. A més, també es van construir els canals i dos sifons a les noves dàrsenes del circuit de refrigeració, el qual conduïa l'aigua del riu fins a l'interior de la central.

#### Tercera Fase (1928-1930)
La tercera fase constructiva d'aquest primer període de la Central Tejo consistí en l'acabament de les naus fabrils (tant les sales de calderes com de màquines). Ja en 1928, el mateix any de muntatge que la caldera 11, es va decidir avançar en la compra de les últimes dues calderes de baixa pressió, la 8 i la 10 de la marca habitual Babcock & Wilcox, degut al retardament en els treballs de muntatge de la caldera marca Humboldt.
No obstant això, no serà fins a 1930 quan es van muntar definitivament. El nou cos de fàbrica per allotjar-les continuà amb la mateixa línia estètica que les anteriors però amb unes dimensions majors; primerament es va enderrocar la façana temporal de xapes de zinc i, darrerament, es va construir l'edifici en direcció al riu, realitzant la façana definitiva que encara avui existeix.
Pel que respecta a la sala de màquines, també s'hagué d'enderrocar la façana sud per ampliar el cos de fàbrica en direcció al riu alineant-la, així, amb la sala de calderes, per a permetre l'allotjament del nou grup generador marca Escher Wiss/Thompson, el número 5 i últim, així com un espai al pis inferior de descàrrega i maneig de turbines, alternadors i material divers. A més, el reforçament de la potència en les màquines va implicar, alhora, una ampliació en les instal·lacions d'abducció d'aigua refrigerant, construint dos nous sifons, un per a la recepció d'aigües i l'altre per a l'evacuació establint-se, així, quatre sifons en total.
Per tant, després d'una quinzena d'anys de construccions i ampliacions, la Central Tejo en la seua fase de Baixa Pressió constà, finalment, de tres grans cossos de fàbrica: calderes, màquines i subestació, situant-se paral·lelament al riu. La sala de calderes són quatre grans naus industrials les quals creen un únic espai diàfan cap a l'interior, on s'allotjaven onze calderes de baixa pressió, deu d'elles marca Babcock & Wilcox (d'origen britàniques) i una de marca Humboldt (d'origen alemanya). La sala de màquines també és un espai longitudinal i diàfan, tot i que transversal a la sala de calderes, que allotjava cinc grups generadors de diverses potències i marques: Escher & Wyss, AEG, Stal-Asea i Escher Wiss/Thompson.

### Alta Pressió
Tot i que durant el període de 1930 a 1938 se seguia treballant en baixa pressió, es portaren a cap un seguit d'obres que anaven predisposant la Central Tejo per a la futura productivitat en alta pressió. Semblava tot pressuposat i, sobretot als anys centrals de la dècada, les CRGE iniciaren diverses transformacions per afavorir la construcció de l'edifici d'alta pressió.
El lloc establert per aquest nou edifici es projectà on encara se situava la primitiva Central Tejo, fins aleshores amb qualitat de tallers i magatzems però, ans de dur a terme el seu enderroc, s'havia d'aconseguir un indret on allotjar aquestes funcions. Finalment, foren comprats els terrenys i edificis de l'antiga refinaria de sucre Senna Sugar Estates, Ltd. pertanyent a la Companhia de Açúcar de Moçambique, situada a l'est de la central.

Des dels inicis d'aquesta dècada, els turboalternadors 2 i 3 marca AEG començaren a donar problemes i a tindre successives avaries pel que, en 1934, s'encomanà la llicència i la compra de dos generadors de la mateixa marca però amb una potència duplicada. Fou a finals de 1935 quan s'instal·là i inaugurà el turboalternador número 2; alhora, també per aquesta data es finalitzà el muntatge del nou equipament de transformació de tensió, el que va permetre a la subestació alimentar la regió de Lisboa i del Vale do Tejo fins a Santarém. A finals de l'any següent, fou instal·lat el generador número 3.
Així que, degut a les instal·lacions dels nous grups generadors de major potència, es va fer necessària la instal·lació de les primeres calderes d'alta pressió (nombres 12, 13 i 14) per aproximar la potència total d'aquestes amb la dels turboalternadors. Les calderes foren encomanades, novament, a Babcock & Wilcox i les seues enormes dimensions van determinar la construcció del major edifici del conjunt, l'Edifici de Calderes d'Alta Pressió.
A mitjans de 1938, ja desmantellada i sense ús, començà l'enderroc del que restava de la primitiva central per a poder construir, al seu solà, aquest nou cos fabril de la Central Tejo. Les obres foren adjudicades a diverses empreses: per al mesclador i sobrealçada del carbó es cridà a la Societé des Pieux Franki, la qual inicià les obres en setembre d'aquell mateix any. Per la seua banda, l'estructura metàl·lica i els treballs de construcció civil foren encomanades a Vulcano & Colares, començant a construir els primers elements de l'estructura i de les calderes en març de 1939.
Destaca d'aquest nou edifici en que tota la seua estructura està realitzada amb un entramat de ferro i, el seu revestiment, segueix la mateixa línia que l'edifici de baixa pressió, és a dir, amb maó a cara vista. La diferència estreba en l'ornamentació, aquí al contrari que a la resta del conjunt, la seua estètica vesteix un caràcter fortament classicista d'influència palatina renaixentista.
Alhora que l'edifici d'alta pressió prenia forma, també es treballava en un nou edifici, d'unes proporcions molt més reduïdes, destinat als Auxiliars de Baixa Pressió; és a dir, les màquines de depuració i tractament d'aigües. Aquest annex també tenia la funció d'alliberar espai en la sala de calderes, ja que, posteriorment, es devia construir una sala d'Auxiliars d'Alta Pressió. Els auxiliars de la baixa pressió foren conclosos en 1939, localitzant-se adossats a l'edifici principal, al costat de les calderes 8 i 10.
Novament la guerra, en aquest cas la Segona, provocà retardaments en el muntatge i la instal·lació de l'edifici d'alta pressió. Programades les tres calderes per posar-se en marxa a mitjans de 1940 no serà però, fins a l'any següent, quan les seues instal·lacions estigueren en condicions d'entrar en funcionament. La caldera 12 en març, la 13 en abril i la 14 en agost de 1941.

No obstant això, les calderes no podien rendir al cent per cent perquè s'estava treballant en baixa pressió; havia de construir-se els Auxiliars d'Alta Pressió i adequar les turbines. L'edifici d'auxiliars es va construir endins de la sala de calderes de baixa pressió, requerint desmantellar les calderes 1 i 2, en 1943. Per la seua banda, l'adequació de les turbines dels grups 2 i 3 va ser complicat, ja que la comanda es va realitzar a Alemanya i en tot Europa hi havia un bloqueig general de mercaderies per la guerra.
Finalment arribaren en 1942, el que va permetre iniciar la producció d'energia elèctrica en règim d'Alta Pressió l'any següent. En 1943 les calderes 12 i 13 van començar a abastir el turboalternador número 2 i, en 1944, la caldera 14 el turboalternador número 3.
A causa de la guerra, en aquestos anys el preu del carbó ascendí progressivament alhora que la seua qualitat baixava. Açò provocà un increment de costos que es quadruplicaren en tan sols sis anys (de 1939 a 1945). No obstant això, la producció d'electricitat també augmentà progressivament aconseguint valors màxims any rere any sent el seu zenit el 1950 amb una punta de 52.200 kW i 216 milions de kWh de producció.
En 1948, degut a aquesta situació del carbó, les tres calderes d'alta pressió es modificaren lleugerament perquè també pogueren cremar nafta (fuel-oli), un derivat del petroli, que en aquells moments era més barat que el carbó. També fou necessari construir un dipòsit per al combustible amb una capacitat de 8.000 m3 situat a la plaça del carbó.

#### Caldera 15
Durant 1944, les CRGE plantegen un projecte de substitució dels alternadors i calderes antigues per altres de noves; posteriorment i degut a l'increment del consum de l'electricitat, aquest projecte evoluciona en la creació d'un nou centre productor. Aquest mateix any, s'aprova la Llei d'Electrificació Nacional la qual advocava per una prioritat absoluta a l'energia hidràulica; per això, el projecte d'una nova central termoelèctrica va estar denegat. Després de recórrer-ho, finalment en 1948, els concedeixen una ampliació mínima en la Central Tejo: la construcció d'una sola caldera, la caldera número 15.
Encomanada, novament, a la Babcock & Wilcox, fou instal·lada al seguit de la caldera 12. Per a realitzar-ho, s'hagué d'enderrocar la façana existent, fer la cimentació i construir, amb la mateixa tècnica i estètica, l'estructura metàl·lica i el revestiment de maó. Les obres començaren a principis de 1950 i, a mitjans de 1951, foren acabades i es posà en servei la nova caldera, moment en què la central ja estava en situació de reserva.
Els seus quasi deu anys de diferència entre la instal·lació de les primeres calderes d'alta pressió i aquesta última, comporten una diferència sensible entre d'elles. Per exemple, en la Caldera 15 ja venien instal·lats els injectors de nafta (en les altres s'hagué d'instal·lar posteriorment), el tapet de graella està a menor altura, la taula de comandament és millor tecnològicament, als cinzerios existeixen sis embuts d'expulsió de cendres i carbó (en les altres tan sols hi ha tres) o, també, és de mida lleugerament més gran.

### Integració a la Xarxa Elèctrica Nacional
Com ja s'ha esmentat, la Llei d'Electrificació Nacional donava prioritat absoluta a la producció amb energia hidroelèctrica i, també, a la unificació elèctrica del país a través d'una xarxa nacional de transport. Per aquests motius, a partir de 1950 la Central Tejo es va situar a un segon pla en el sector elèctric iniciant-se, així, el seu declivi.

En efecte, el 21 de gener de 1951 es va inaugurar oficialment la Central de Castelo do Bode, la primera gran central hidroelèctrica de totes les que la llei establia en el seu projecte, per a subministrar d'energia elèctrica les ciutats de Lisboa i Porto. A partir d'aquestos moments, la Central Tejo va ser nomenada com a central de reserva, limitant els seus funcionaments als anys de sequeres i hídricament complicats, i al suport de la xarxa elèctrica nacional. No obstant això, va continuar produint energia, tot i que tan sols amb un turbogrup i dues calderes d'alta pressió.
Durant 1951 i 1968 va treballar tots els anys excepte el 1961. El 1953 va ser especialment difícil degut a la falta de disponibilitat hídrica, per això, va estar obligada a treballar durant la major part de l'any en sobrecàrrega per a suplir les exigències, no sols de la seua xarxa de distribució sinó també per donar suport a la xarxa nacional. També en aquesta dècada de 1960 va ser desmantellat i desmuntat tot l'equipament de la baixa pressió.
L'últim registre laboral de la central data del 14 d'agost de 1972 i està relacionat amb el moviment d'oposició al règim de Salazar. El 9 d'agost es produeix un atemptat contra les línies d'alta tensió que abastien Lisboa, durant una setmana es demanà auxili a la Central Tejo perquè produïra electricitat per a la xarxa. Els antics treballadors de la central, alguns ja jubilats, amb el seu saber i experiència van posar en marxa, novament, les instal·lacions i van introduir carbó per última vegada en la caldera número 15. S'aconseguí produir 1.200.678 kWh, un valor residual, ja que era la cinquena part de les necessitats d'un dia de consum en la xarxa de les CRGE.
Oficialment, la Central Tejo va ser tancada en 1975; després d'això però, quedava el registre. Havien estat extints definitivament els sorolls i les vibracions que van marcar, durant diverses generacions, el funcionament d'aquesta fàbrica central d'electricitat.

## Museu de l'Electricitat
Després del seu tancament i la nacionalització del sector elèctric portuguès en 1975, el patrimoni de les CRGE va ser integrat a la nova empresa creada en 1976, l'EDP (Electricitat de Portugal), aleshores es posà sobre la taula què fer amb la velleta Central Tejo, en la qual encara existia gran quantitat de maquinària. La proposta va ser clara: la reobertura com un museu de ciència i, alhora, d'arqueologia industrial.
Així, el mateix any en què l'edifici fou declarat Imóvel de Interesse Público, és a dir, en 1986, es posà en marxa l'equip fundacional del futur Museu da Electricidade obrint, definitivament, l'any 1990. Les exposicions permanents del museu permeten conèixer el funcionament, la història i el treball de la Central Tejo, així com la història de l'electricitat o els tipus d'energia. A més, el museu també compta amb un Centre de Documentació, una biblioteca especialitzada i un servei de cerca i conservació de béns mobles consolidant, així, l'estudi històric sobre l'electricitat en Portugal.
Entre 2001 i 2005, la Central Tejo va sofrir una gran restauració degut al seu estat de conservació. Foren netejades les seues façanes i els interiors, es va consolidar la seua estructura de ferro, es van substituir milers de maons en mal estat, i es va canviar el discurs museogràfic a com avui és visible.